# Hybridpost
Hybridpost bezeichnet ein gemischtes System für den Briefversand. Der Brief wird als Dokument eines Online-Brief oder Telebrief (historisch) an einem Computer einem bestimmten Format entsprechend (bspw. als PDF-Dokument) erstellt und an einen Druckdienstleister elektronisch übermittelt. Das empfangene Dokument wird vom Druckdienstleister ausgedruckt, kuvertiert, frankiert und vom anbietenden Postdienstleister oder dessen Kooperationspartner physisch an den Empfänger zugestellt.
Im Gegensatz zum Telegramm, welches nur einen kurzen Text beinhaltet, kann der Absender durch die Hybridpost ein beliebiges druckbares Dokument versenden und damit bspw. auch Bilder in den Brief einbetten.